# Stadhouderskade 65-66
Het complex Stadhouderskade 65-66 is een dubbel herenhuis aan de Stadhouderskade/Singelgracht  in De Pijp te Amsterdam-Zuid.  
Het is opgetrokken naar een ontwerp van architect IJme Gerardus Bijvoets, die ter plaatse meer gebouwen ontwierp. Hij maakte in zijn ontwerp gebruik van de eclectische bouwstijl. De gebouwen maken deel uit van een ontwerp van in totaal vijf woonhuizen die de heren Kloppers hier (lieten) neerzetten. Het is van een veel eenvoudiger opzet dan zijn buurpand Stadhouderskade 64, dat rijk versierd is. Het gebouw is in wezen symmetrisch van opzet, maar die symmetrie is verloren gegaan, toen de voorgevels van de begane grond aangepast werden toen hij winkels gevestigd werden.
In en na de Tweede Wereldoorlog was op nummer 65 een auto-onderdelenhandelaar Gebr. Henke en Zonen gevestigd, die reclame maakte tot in de Deutsche Zeitung in die Niederlände. Eerder was hier ook gevestigd de Bond van Orkestdirigenten. Het gebouw werd in 1907 verkocht voor 18.600 gulden, terwijl het een aantal jaren eerder voor meer dan 20.000 gulden van eigenaar wisselde.
In 2015 is in nummer 65 begane grond gevestigd Van Beek teken- en schilderbenodigdheden (ook op nrs. 62-63), in nummer 66 een kunstgalerie.   
Bijvoets, zelf ook makelaar, ontwierp het gebouw voor de heren (en broers) J.J.P. Kloppers (Johannes Petrus Paulus Kloppers, makelaar) en J.P.A. Kloppers (Pierre Jean Alexandre Kloppers), aldus de tekening.  
Bijzonderheden:
- de gehele gevelwand van de Stadhouderskade 62 t/m 77 is ontworpen door Bijvoerts, behalve Stadhouderskade 67.
- Emilia Geertruida Theodora Bijvoets (geboren 1874), dochter van IJme Bijvoets en Adriana Dolphia Boonekamp, huwde in 1899 Met J.J.P. Kloppers jr.

Oost ·
160 ·
158 ·
157 ·
156 ·
155 ·
151-154 ·
149-150 ·
145-146 ·
142-144 ·
140-141 ·
137-139 ·
135-136 ·
130-134 ·
129 ·
128 ·
125-127 ·
123-124 ·
116-122 ·
115 ·
110-113 ·
100-101 ·
97 ·
95-96 ·
93-94 ·
92 ·
91 ·
89-90 ·
87-88 ·
86 ·
85 ·
84 ·
82-83 ·
78-79 ·
77 ·
Heineken Brouwerij ·
74 ·
72-73 ·
69-70 ·
68 ·
67 ·
65-66 ·
64 ·
62-63 ·
60-60a ·
58-59 ·
56-57 ·
Willemshuis ·
Van Nispenhuis ·
Kapel van Sint Josephs Gezellen-Vereeniging ·
54 ·
52-53 ·
47-49 ·
Carel Willinkplantsoen ·
Polderhuis ·
Ruysdaelkade 2-4 ·
Judith Leysterbrug ·
42 (Rijksmuseum) ·
40-41 ·
31-35 ·
30 ·
29 ·
Park Centraal Amsterdam ·
Stedemaagd (Vondelpark) ·
Byzantium ·
Koepelkerk ·
12 (Marriott) ·
Persilhuis ·
7 ·
5 ·
3 ·
1 ·
West